# Krómsárga galambgomba
A krómsárga galambgomba (Russula claroflava) a galambgombafélék családjába tartozó, Eurázsiában és Észak-Amerikában honos, savanyú talajú lápokon nyírfa alatt élő, ehető gombafaj.

## Megjelenése
A krómsárga galambgomba kalapja 4-10 cm széles, alakja kezdetben domború, majd ellaposodik, közepe bemélyedhet. Felülete sima, nedves időben fénylő, szárazon matt. Színe citrom-, króm- vagy aranysárga, néha enyhe zöldes árnyalattal.
Húsa puha, színe fehéres, sérülésre megszürkül. Szaga gyengén gyümölcsre emlékeztet, íze enyhe. 
Lemezei tönkhöz nőttek. Színük fiatalon fehér, később okkersárgás. Sérülésre szürkésre változnak.
Tönkje 4-9 cm magas és 1-2 cm vastag. Alakja hengeres. Színe fiatalon fehér, később megszürkül, a tövénél sokszor okkeresen foltosodik.
Spórapora halvány okkersárga. Spórája elliptikus, felszíne hálózatosan tüskés, mérete 8-9 x 6,5-7,5 µm.

### Hasonló fajok
A többi sárga színű galambgombától szürkülő, nem csípős húsa különíti el. Hasonlíthat hozzá a tarkahúsú galambgomba (Russula decolorans), amely nem csípős és szürkülő, de húsa a szürkülés előtt vörösödik, kalapja inkább narancsos árnyalatú és lucfenyő alatt fordul elő. 

## Elterjedése és termőhelye
Eurázsiában és Észak-Amerikában honos. Magyarországon nagyon ritka.
Erősen savanyú talajon, nedves környezetben, mocsarakban, gyakran tőzegmohalápokon él, elsősorban nyírek alatt, de mikorrhizás kapcsolatba léphet rezgőnyárral és égerrel is. Augusztustól októberig terem.
Ehető gomba. Magyarországon 2005 óta védett, természetvédelmi értéke 5000 Ft.

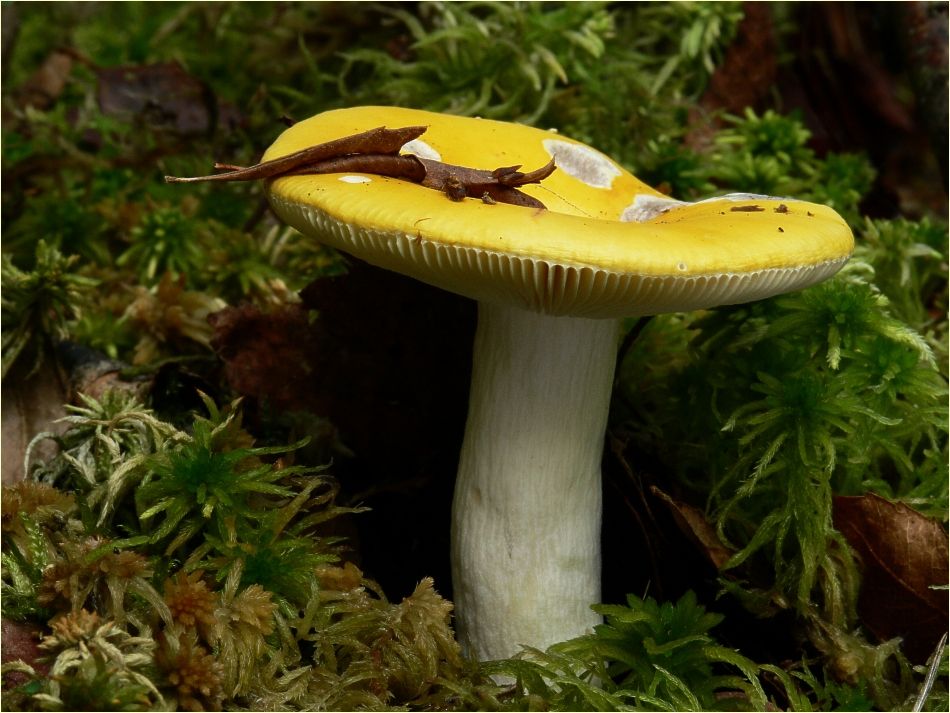
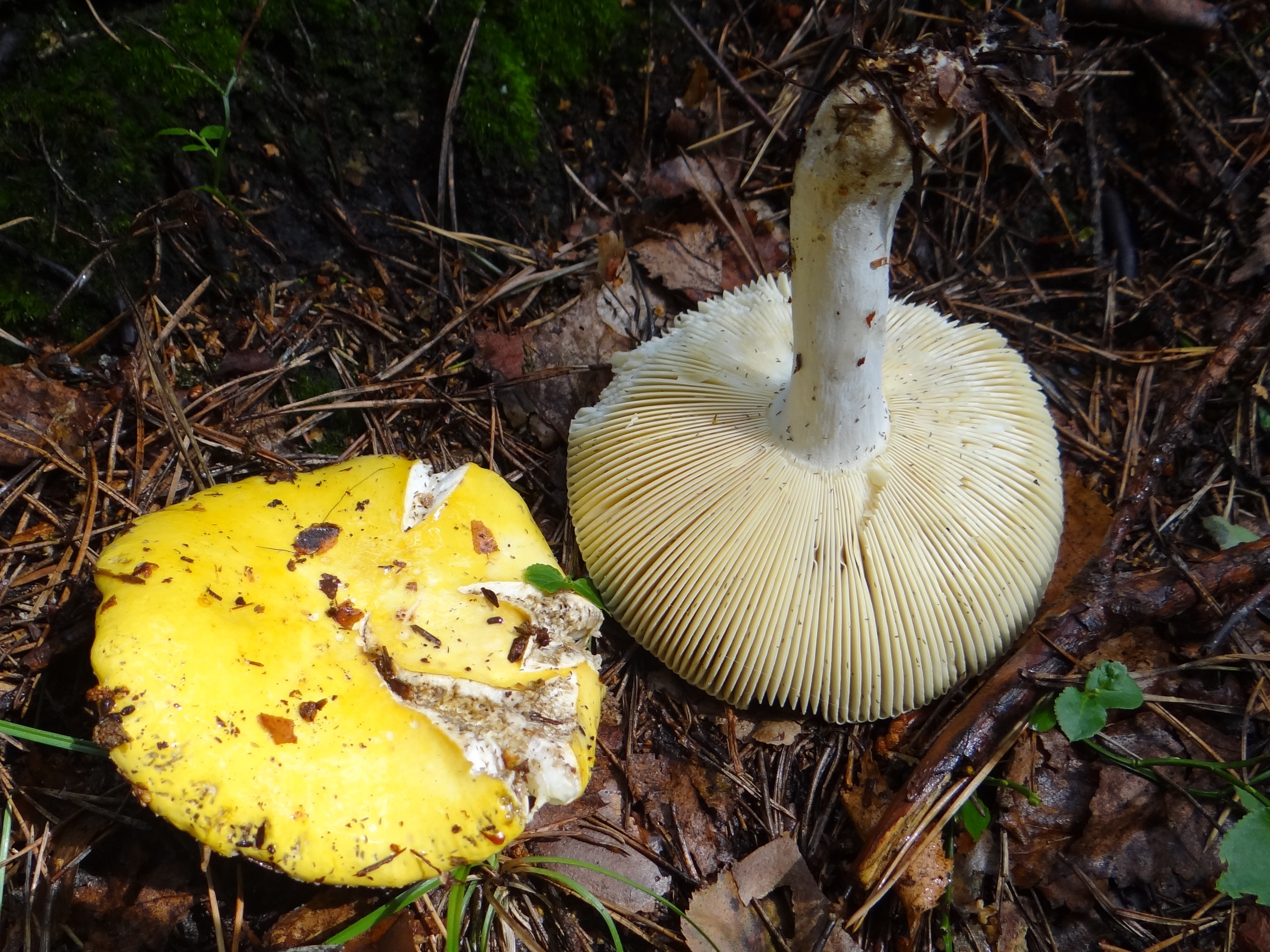
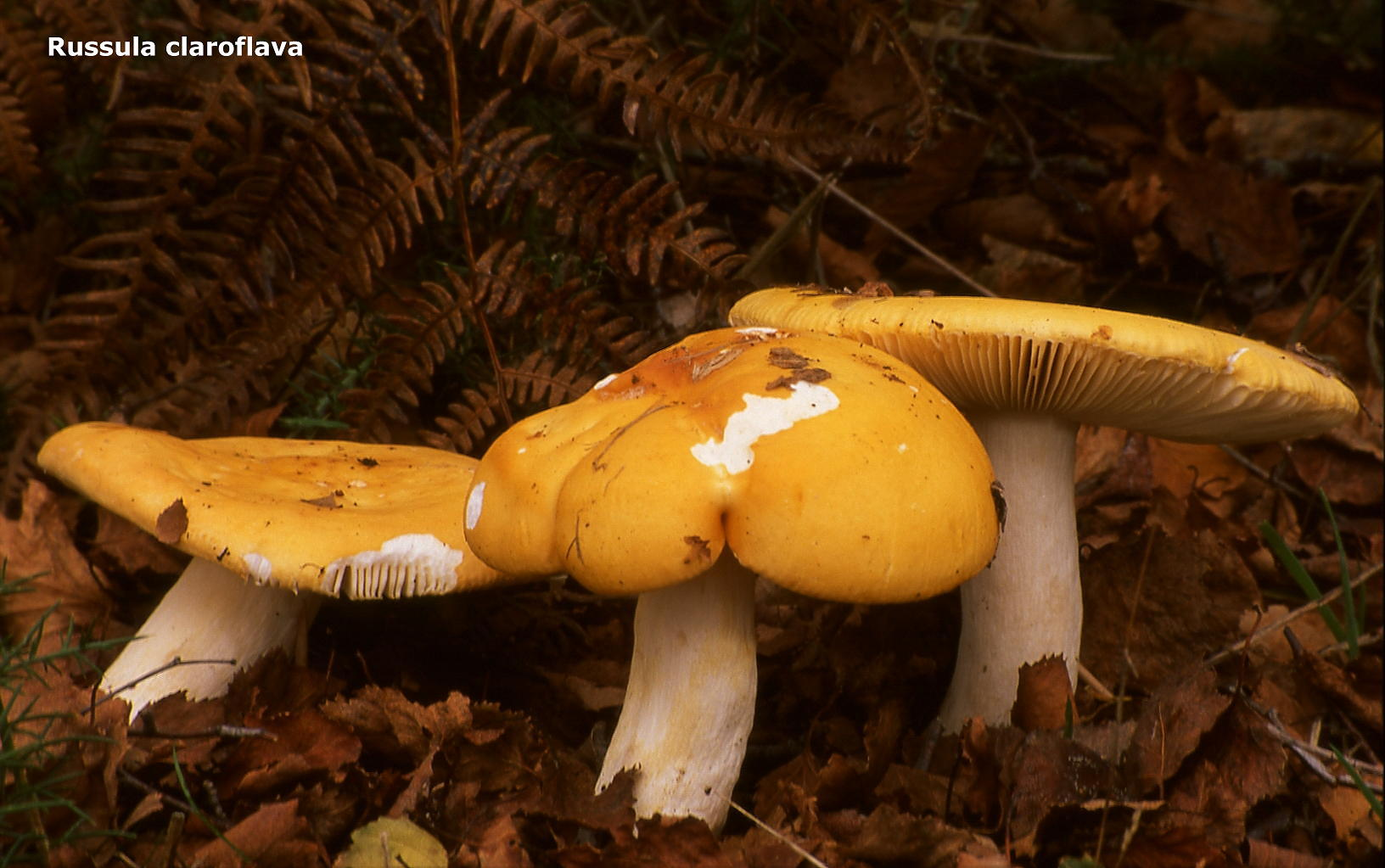
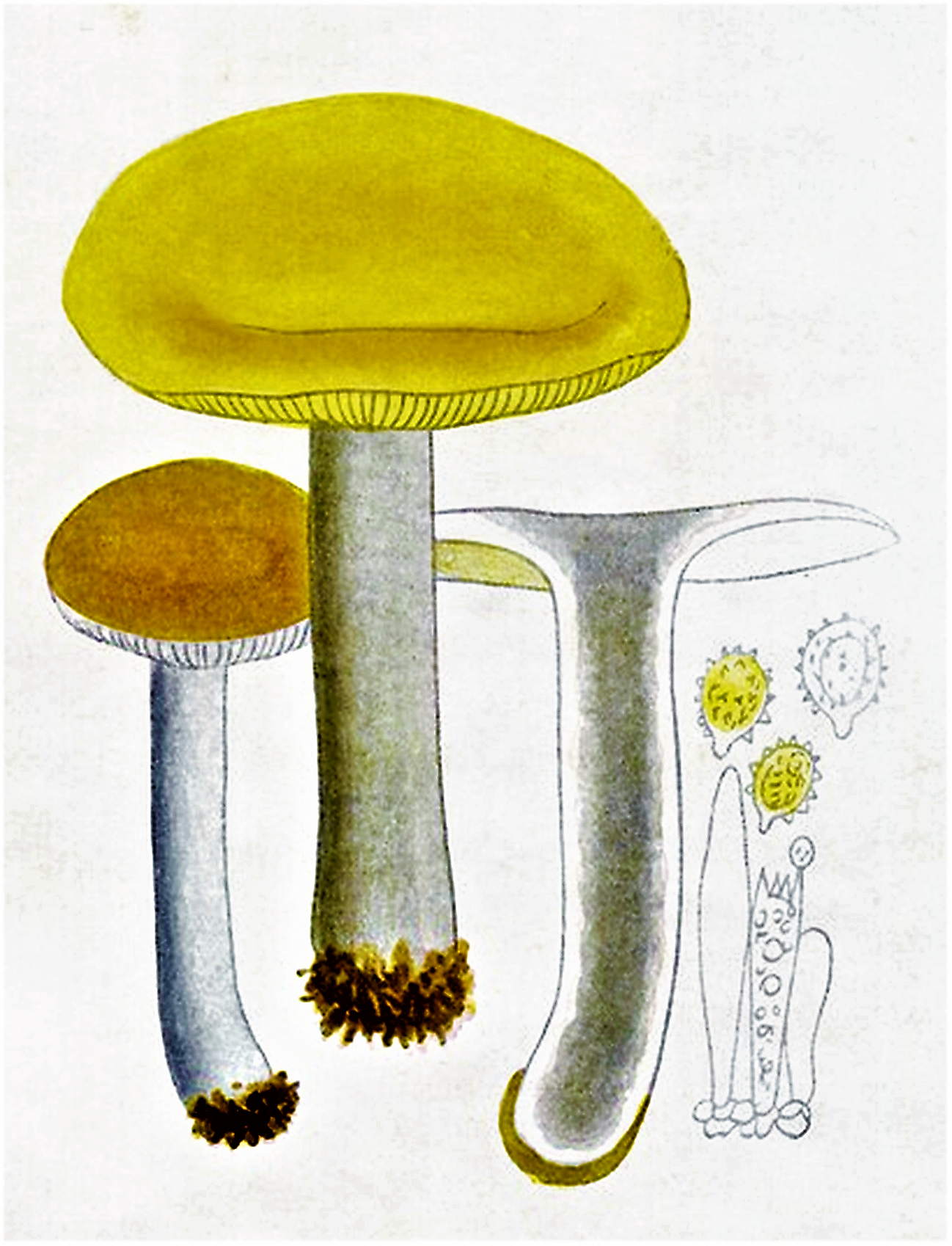
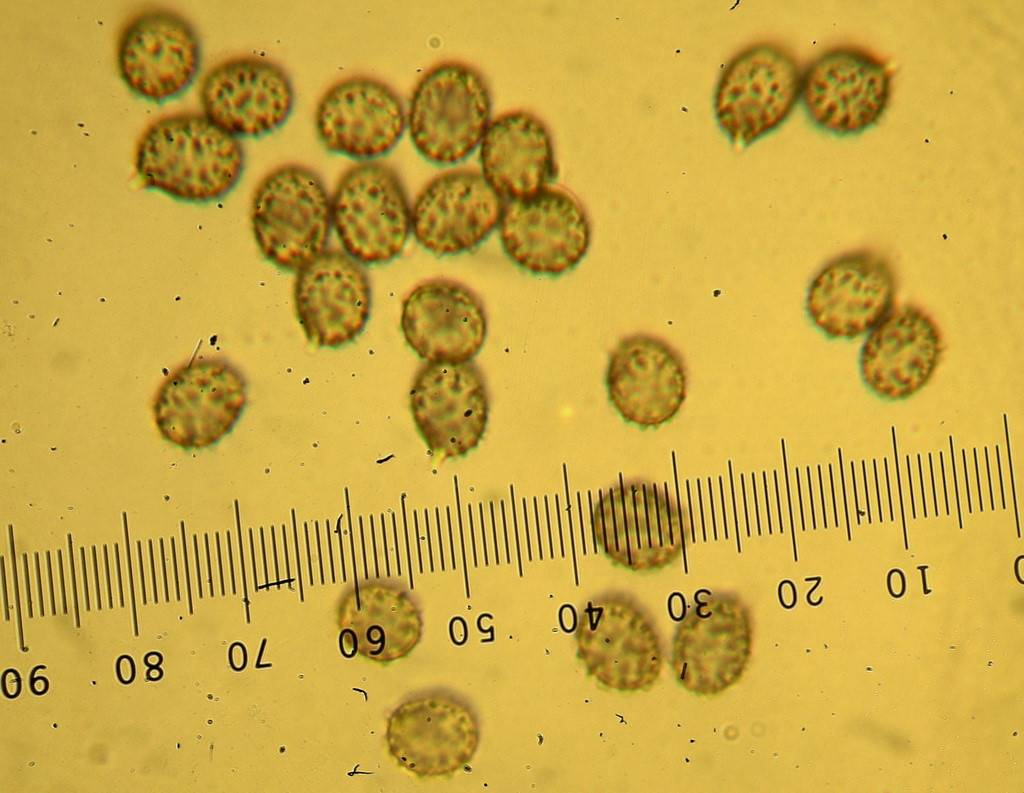